# Batalla de Pionyang (1894)
La Batalla de Pionyang (en japonés: 平壌作戦; en chino, 平壤 之 戰) fue la segunda gran batalla terrestre de la Primera guerra sino-japonesa. Tuvo lugar el 15 de septiembre de 1894 en Pionyang, Corea entre las fuerzas Meiji de Japón y Qing de China. A veces se lo llama arcaicamente en fuentes occidentales como la "Batalla de Ping-yang". Entre 13 000 y 15 000 tropas chinas del ejército de Beiyang bajo el mando del general Ye Zhichao habían llegado a Pionyang el 4 de agosto de 1894, y habían hecho reparaciones extensas a las antiguas murallas de la ciudad, sintiéndose seguros en sus números superiores y en la fuerza del defensas.
El Primer Ejército del Príncipe Yamagata Aritomo, del Ejército Imperial Japonés convergió en Pionyang desde varias direcciones el 15 de septiembre de 1894, y por la mañana realizó un ataque directo en las esquinas norte y sureste de la ciudad amurallada bajo muy poca cobertura. La defensa china fue fuerte, pero finalmente fue superada por un inesperado ataque de flanco por parte de los japoneses desde la retaguardia, lo que costó a los chinos pérdidas muy grandes en comparación con los japoneses.

## Antecedentes

### Preparativos chinas en Pionyang
Aunque los chinos fueron derrotados por los japoneses en Seonghwan, la mayor parte de las fuerzas chinas en Corea no estaban estacionadas cerca de Seonghwan sino en la ciudad norteña de Pionyang. La ciudad se encuentra en la orilla derecha del río Taedong, que era lo suficientemente grande como para proporcionar una ruta de envío al mar. De las tropas chinas desplegadas en Pionyang, ocho mil llegaron a la ciudad por mar y otros cinco mil tuvieron que realizar el arduo viaje por tierra desde Manchuria. A las fuerzas en Pionyang se unieron las tropas chinas en retirada de Asan bajo Ye Zhichao. Según los estándares chinos, las tropas en Pionyang habían recibido entrenamiento y equipos modernos. Parte de la infantería portaba rifles Winchester estadounidenses, mientras que los chinos también tenían un total de cuatro piezas de artillería de campaña, seis ametralladoras y veintiocho cañones de montaña. Sin embargo, las armas no estaban estandarizadas y una preocupación importante era el suministro adecuado de municiones.
Entre principios de agosto y mediados de septiembre, las tropas chinas en Pionyang reforzaron la fortaleza amurallada existente con movimientos de tierra masivos, y la ubicación de la ciudad misma contribuyó a una posición defensiva sustancial. Directamente al norte había colinas, y en la más alta de estas, Moktan-tei, había una fortaleza que dominaba toda el área. Al este y al sur estaba el amplio río Taedong, donde se habían construido fuertes para disuadir a cualquier enemigo de cruzar. El terreno estaba abierto solo hacia el suroeste; Aquí era donde los chinos habían construido reductos sólidos.

### Avance japonés a Pionyang
Después de la victoria sobre los chinos en Seonghwan, los japoneses tenían una brigada reforzada de unos 8,000 soldados en Corea bajo el mando del general Oshima. Más de 7,000 de estas tropas se concentraron en Seúl y Chemulpo. Los japoneses ahora tenían el control de la parte sur y central del país. Sin embargo, como los chinos todavía tenían la mayor parte de sus tropas en el norte de Corea, para los japoneses la situación militar requería un despliegue inmediato de refuerzos en Corea.
Como el objetivo principal de los japoneses era que las fuerzas chinas se concentraran en Pionyang, tenían cuatro rutas para desplegar sus tropas en Pionyang; uno a través de Chemulpo, otro a través de Pusan, uno de Wŏnsan en la costa oriental de Corea o aterrizando directamente en la desembocadura del río Taedong en las inmediaciones de Pionyang. Dado que los japoneses estaban presionados por el tiempo, como parte de su estrategia tenían que expulsar a las tropas chinas de Corea antes del invierno para evitar la prolongación de las operaciones militares. Como resultado, la ruta que conduce a través de Pusan fue rechazada de inmediato; aunque transportar a las tropas allí no habría sido un problema para los japoneses ya que los transportes permanecerían seguros fuera del alcance de la flota china. Las tropas japonesas tendrían que viajar más de 650 km por tierra para llegar a Pionyang, sin embargo, considerando la horrible condición de las carreteras coreanas, les habría llevado demasiado tiempo llegar a Pionyang. Los japoneses decidieron transportar la mayoría de sus fuerzas a Chemulpo en la costa oeste y con algunos a Wŏnsan, en el este. Todavía no era fácil llegar a Pionyang desde el Wonsan debido a la condición de las carreteras coreanas, pero la distancia era de solo 160 km y el puerto era completamente seguro ya que los transportes japoneses podían navegar allí sin ninguna escolta. Los japoneses excluyeron la idea de desembarcar tropas en la desembocadura del río Taidong, sin embargo, debido al riesgo de tal operación, se consideró un último recurso.
En Japón, el gobierno se había apoderado de una flota de 30 transportes para el conflicto, reunida cerca del puerto de Hiroshima, que era el puerto principal donde las tropas japonesas iban a embarcarse para Corea. Debían partir desde allí en grupos, rumbo a la costa de Corea sin escolta, allí los transportes que se dirigían a Chemulpo serían escoltados por buques de guerra. El número de transportes permitió a los japoneses reubicar no más de 10 000 a 15 000 tropas a la vez en Corea, esto también tenía en cuenta el hecho de que, aparte de los soldados, había un número considerable de culíes, equipos y suministros para transportar, lo que significaba que Los japoneses pudieron volver a desplegar una brigada a la vez.

### Estrategia Japonesa
Las 10 000 tropas (no confirmadas) del 1.er Ejército del Ejército Imperial Japonés, bajo el mando general del Mariscal, consistían en la 5.ª División Provincial (Hiroshima) bajo el Teniente General, y la 3.ª División Provincial (Nagoya) bajo el Teniente General Katsura Tarō. Las fuerzas japonesas habían desembarcado en Chemulpo (actual Incheon, Corea del Sur) el 12 de junio de 1894 sin oposición. Después de una breve salida al sur para la Batalla de Seonghwan el 29 de julio de 1894, el Primer Ejército marchó hacia el norte hacia Pionyang, reuniéndose con refuerzos, que habían desembarcado a través de los puertos de Busan y Wŏnsan.
Aunque las fuerzas japonesas estaban bajo el mando general del general Yamagata y él era responsable de orquestar la estrategia en Pionyang, Yamagata no aterrizó con sus fuerzas en Chempulo hasta el 12 de septiembre. El teniente general Nozu Michitsura ordenó a las tropas japonesas involucradas en el ataque a Pionyang; que incluía la columna Wonson bajo el coronel Sato Tadashi, la columna Sangnyong bajo el mayor general Tatsumi Naobumi, la brigada combinada bajo el mayor general Oshima Yoshimasa y finalmente la división principal bajo el propio Nozu. El plan de ataque era que la Brigada Combinada realizara el asalto frontal desde el sur, mientras que la División Principal atacó desde el suroeste. Las acciones de flanqueo serían llevadas a cabo por las dos columnas. Si los chinos intentaban retirarse, la columna de Wonson tenía el deber de interceptar y hostigar al enemigo mientras huía hacia el noreste.

## Eventos de la Batalla

### La llegada de las tropas Japonesas
La División Principal atacó desde el suroeste temprano durante la mañana del 15 de septiembre de 1894. Después de una batalla de doce horas, los chinos rechazaron esta fuerza. Las fuertes lluvias convirtieron el campo de batalla en un campo de lodo cubierto de heridos, carros de suministros y caballos. Mientras tanto, la Brigada Combinada atacó los fuertes que protegían la orilla sur del río Taedong. Sin embargo, la artillería japonesa estaba demasiado atrás para ser efectiva y al anochecer los japoneses evacuaron los pocos movimientos de tierra que habían capturado. La aparente incapacidad de estas dos divisiones para tomar Pionyang llevó a los informes iniciales de los periódicos de que China había ganado la batalla, que luego resultó ser falsa.
En realidad, las columnas Wonsan y Sangnyong lograron tomar la fortaleza china en Moktan-tei, que estaba al norte de Pionyang. Desde esa posición, la artillería japonesa podía disparar a través de las murallas de la ciudad y esta posición de fuerza obligó a los chinos a ofrecer rendirse tarde el 15 de septiembre de 1894. El comandante chino prometió que sus tropas permanecerían dentro de las puertas de la ciudad, pero como ya estaba oscureciendo , los japoneses declinaron ingresar a la ciudad hasta el día siguiente. Durante la tarde del 15 de septiembre, muchas tropas chinas intentaron huir. Los francotiradores japoneses mataron a un gran número de chinos en las carreteras del norte. Como resultado de la rendición china, temprano a la mañana siguiente, las dos columnas japonesas entraron sin oposición en la puerta norte de la ciudad. Sin embargo, no había manera de comunicar su éxito al resto del ejército japonés, por lo que cuando la División Principal comenzó su ataque al día siguiente, en la Puerta Oeste de la ciudad, se sorprendieron al encontrar la puerta indefensa. Más tarde esa mañana, la Brigada Combinada ingresó a la ciudad a través de la Puerta Sur. Durante la batalla de Pionyang, las tropas chinas lucharon valientemente, pero no pudieron contrarrestar el mayor entrenamiento y la moral de las tropas japonesas.
A las 16:30, la guarnición levantó la bandera blanca para rendirse. La caída de la ciudad, sin embargo, se retrasó debido a una fuerte lluvia. Aprovechando la demora y la caída de la oscuridad, los sobrevivientes de la guarnición china escaparon de la ciudad hacia la costa y la ciudad fronteriza de Wiju (actual aldea de Uiju, Corea del Norte) en el curso inferior del río Yalu) a las 20:00 horas.
Las bajas chinas se estiman en 2000 muertos y alrededor de 4000 heridos. Los japoneses tuvieron 102 hombres muertos, 433 heridos y 33 desaparecidos.
Pionyang cayó ante las fuerzas japonesas en la madrugada del 16 de septiembre de 1894.

## Resultado
Después de la batalla de Pionyang, el mando del primer ejército japonés pasó del mariscal Yamagata al general Nozu por razones de salud. El antiguo mando de Nozu de la 5.ª división fue asumido por el teniente general Oku Yasukata. Después de la batalla de Pionyang, los japoneses avanzaron hacia el norte hasta el río Yalu sin oposición. Los chinos habían decidido (como lo harían los rusos diez años después en la guerra ruso-japonesa) abandonar el norte de Corea y defenderse de la orilla norte del río Yalu.
El general musulmán Qing Zuo Baogui (1837-1894), de la provincia de Shandong, murió en acción en Pionyang, de artillería japonesa. Se construyó un monumento a él. Antes de la batalla, Zuo Baogui realizaba la ablución (Wudu o Gusl) según la costumbre islámica.

## Lectura adicional
- Chamberlin, William Henry. Japan Over Asia, 1937, Little, Brown, and Company, Boston, 395 pp.
- Kodansha Japan: An Illustrated Encyclopedia, 1993, Kodansha Press, Tokio ISBN 4-06-205938-X
- Lone, Stewart. Japan's First Modern War: Army and Society in the Conflict with China, 1894–1895, 1994, St. Martin's Press, New York, 222 pp.
- Paine, S.C.M. The Sino-Japanese War of 1894–1895: Perception, Power, and Primacy, 2003, Cambridge University Press, Cambridge, MA, 412 pp.
- Warner, Dennis and Peggy. The Tide At Sunrise, 1974, Charterhouse, New York, 659 pp.